# 克里斯蒂娜·科隆博·尼尔森
克里斯蒂娜·科隆博·尼尔森（挪威語：Christine Colombo Nilsen，1982年4月30日—），挪威女子足球运动员。她曾代表挪威参加2007年国际足联女子世界杯。她也曾入选2008年夏季奥林匹克运动会挪威女子足球队名单，但并未上场参赛。